# Josef Rosenius
Paul Josef Rosenius, född den 11 mars 1853 i Stockholm, död där den 4 augusti 1930, var en svensk präst. Han var son till Carl Olof Rosenius.
Rosenius blev student vid Uppsala universitet 1875 och avlade teoretisk teologisk examen där 1881. Han avlade praktisk teologisk examen 1882 och prästvigdes 1887. Rosenius blev pastoratsadjunkt i Hedvig Eleonora församling i Stockholm 1891 och i Oscars församling där 1906. Han var därjämte predikant vid Sankt Görans sjukhus från 1900. Rosenius blev komminister i Jakobs församling i Stockholm 1908. Han var kaplan i Kunglig Majestäts orden 1925–1926. Rosenius författade talrika bidrag till tidningar och tidskrifter. Bland hans verk märks sången Du hemmets jord. Rosenius blev ledamot av Vasaorden 1915. Han vilar på Norra begravningsplatsen utanför Stockholm.